# دایکین (نبراسکا)
دایکین(به انگلیسی: Daykin) شهری در ایالت نبراسکا کشور ایالات متحده آمریکا است که جمعیت آن در سرشماری سال ۲۰۱۰ میلادی، ۱۶۶ نفر بوده‌است.